# Calamus macrosphaerion
Calamus macrosphaerion är en enhjärtbladig växtart som beskrevs av Odoardo Beccari. Calamus macrosphaerion ingår i släktet Calamus och familjen Arecaceae. Inga underarter finns listade i Catalogue of Life.